# Алаалатоа, Вили
Вили Алаалатоа (англ. Vili Alaalatoa, родился 9 августа 1962) — самоанский регбист, игравший на позиции пропа. Отец регбистов Аллана и Майкла Алаалатоа, представитель известнейшего регбийного клана Океании.

## Биография
Алаалатоа выступал в эру любительского регби, играл за австралийские клубы Нового Южного Уэльса «Уэст-Харбор» и «Мэнли». В составе сборной Самоа играл с 1988 по 1992 годы, дебютировав в тест-матче в Дублине против Ирландии, участник чемпионата мира 1991 года; вместе с Тавита Сио был членом состава сборной 1991 года, вышедшей в четвертьфинал чемпионата мира и одержавшей в решающей схватке за плей-офф победу над Уэльсом 16:13. Последнюю игру провёл против Фиджи в Сува.
Сыновья Вили — Аллан и Майкл — также стали регбистами. Аллан — игрок сборной Австралии, играет на позиции пропа в австралийских командах «Брамбиз» и «Канберра Вайкингс», имя получил в честь легендарного австралийского крикетиста Аллана Бордера. Майкл выступает за сборную Самоа и новозеландский клуб «Крусейдерс».